# Henryk Krupa
Henryk Krupa (ur. 8 marca 1935 w Bąkowej, zm. 2 lipca 2003 w Olsztynie) – polski lekarz, senator III kadencji.

## Życiorys
Ukończył studia na Wydziale Ogólnolekarskim Akademii Medycznej w Warszawie. Od 1960 z paroletnią przerwą pracował w Szpitalu Powiatowym w Morągu, był m.in. ordynatorem oddziału chirurgicznego. W latach 1972–1990 pełnił funkcję dyrektora Zespołu Opieki Zdrowotnej. Działał w Towarzystwie Chirurgów Polskich, Okręgowej Izbie Lekarskiej, Związku Zawodowym Pracowników Ochrony Zdrowia i Polskim Związku Łowieckim.
W latach 1993–1997 zasiadał w Senacie III kadencji, został wybrany jako bezpartyjny kandydat z ramienia Sojuszu Lewicy Demokratycznej w województwie olsztyńskim. Pracował w Komisji Ochrony Środowiska oraz Komisji Polityki Społecznej i Zdrowia. Nie ubiegał się o reelekcję.
W 1997 odznaczony Krzyżem Oficerskim Orderu Odrodzenia Polski.